# ボレア (駆逐艦)

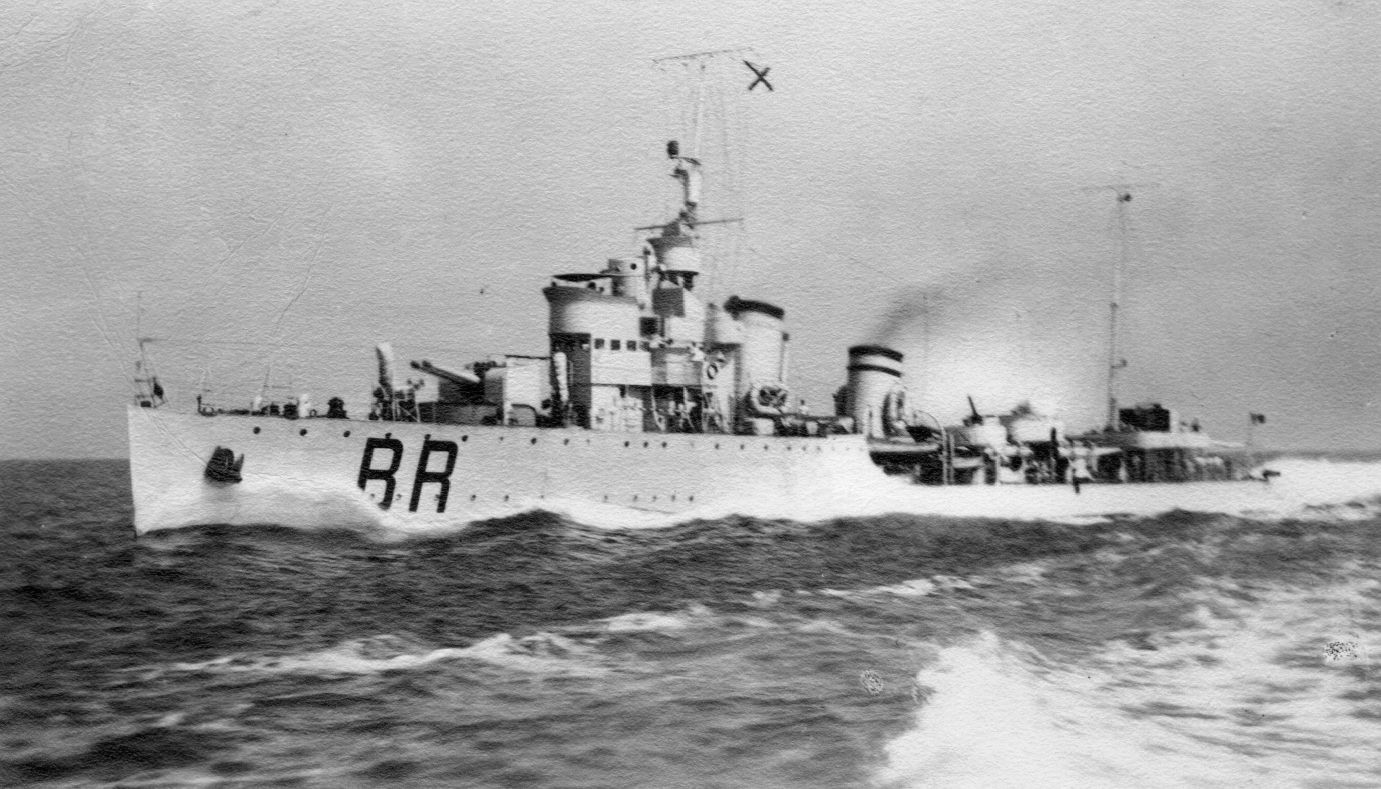
駆逐艦ボレア

ボレア(Borea)は、イタリア海軍のトゥルビーネ級駆逐艦。
1925年4月29日に起工し、1927年1月28日に進水、1927年11月14日に就役した。
ボレアはイタリアの第二次世界大戦参戦時には北アフリカに配備されており、機雷敷設などをおこなった。1940年9月16日から17日にかけての夜、リビアのベンガジでイギリス海軍の空母イラストリアスを発進した攻撃隊の攻撃によって沈没した。この攻撃ではボレアの他に商船2隻も沈没しており、さらに投下された機雷によって駆逐艦アキローネも沈んだ。